# Sonaguera
Sonaguera est municipalité du Honduras, située dans le département de Colón, dans le nord du pays.
La municipalité compte en 2013 39 villages et 158 hameaux. Elle est fondée en 1536.

## Économie
La région aux alentours est essentiellement agricole. Dans les années 1930 la production de bananes était importante, actuellement la production principale est celle d'oranges.